# Krioterapia
Krioterapia (z stgr. κρυο krýos – zimny + stgr. θεραπεια therapeía – leczenie) – w medycynie, forma zimnolecznictwa z zastosowaniem temperatur poniżej 0 °C. W pierwszej fazie działania bardzo niskich temperatur występuje skurcz obwodowych naczyń krwionośnych i mięśni oraz spowolnienie przepływu krwi i przemiany materii. Natomiast w fazie drugiej występuje reakcja obronna polegająca na gwałtownym rozszerzeniu naczyń krwionośnych i zwiększeniu przepływu krwi. Skutkiem takiej reakcji jest zwiększony dopływ do komórek składników odżywczych i tlenu, a także mediatorów przeciwzapalnych. W rezultacie zmniejszeniu ulega ból i stan zapalny, szybciej regenerują się uszkodzone tkanki. Mięśnie ulegają rozluźnieniu, przyspiesza się przemiana materii oraz następuje pobudzenie układu nerwowego i odpornościowego.

## Rodzaje
Wyróżnia się krioterapię miejscową oraz krioterapię ogólnoustrojową.

### Krioterapia miejscowa
Krioterapia miejscowa polega na nawiewie na wybraną powierzchnię ciała par azotu (–176ºC), dwutlenku węgla (–70ºC) lub oziębionego powietrza (–25ºC) przez okres około 3 minut.
Kriodestrukcja
Kriodestrukcja polega na przyłożeniu do skóry lub śluzówki bardzo niskiej temperatury przy pomocy specjalnego aplikatora. Zabieg zamrażania i rozmrażania powtarza się w jednym cyklu kilkakrotnie. Doprowadza to do zamarzania zawartości komórek, pękania błon biologicznych i w konsekwencji destrukcji tkanki. Kriodestrukcja stosowana jest do leczenia:
- zmian skórnych łagodnych i złośliwych (np. brodawki skórne, choroba Bowena)
- zmian powstałych na błonach śluzowych (np. leukoplakia, pachydermia, kłykciny kończyste)
- destrukcji zmian łagodnych i nowotworowych w obrębie jamy brzusznej, zwłaszcza wątroby (np. naczyniak).

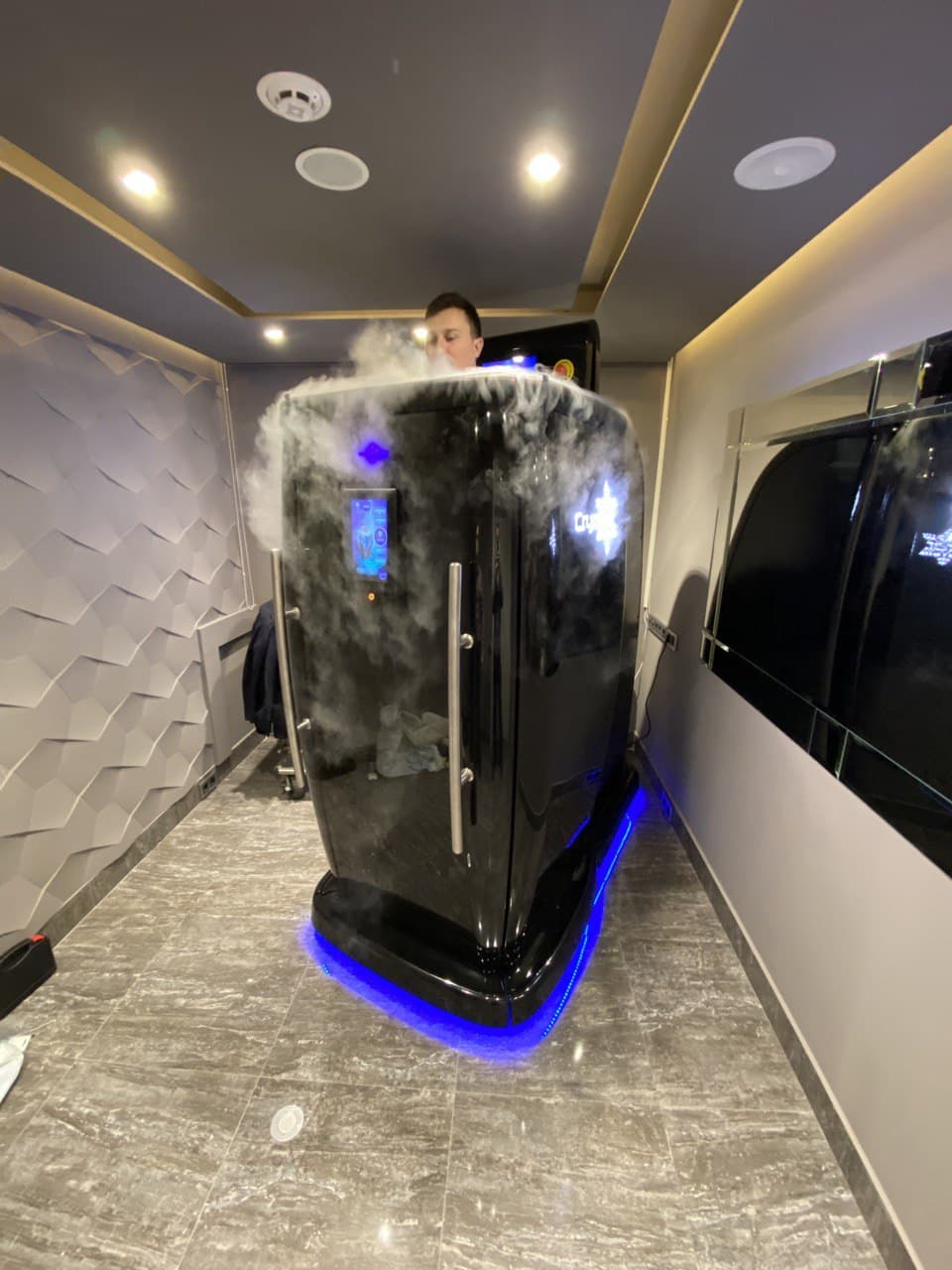
Nowoczesna komora krioterapii

### Komora krioterapii
Komora do krioterapii to urządzenie oddzielające głowę utrzymaną w temperaturze pokojowej od reszty ciała poddawanej terapii. Stosowana do specyficznego rodzaju leczenia niskotemperaturowego, które ma na celu zmniejszenie stanu zapalnego i bólu.
Została opracowana w latach 70. XX wieku przez japońskiego reumatologa Toshimę Yamaguchi i wprowadzona do Europy, USA i Australii w latach 80. i 90. XX wieku.  

#### Mechanizm działania
Kiedy organizm jest narażony na ekstremalne chłodzenie, naczynia krwionośne zwężają się i powodują mniejszy przepływ krwi w obszarach obrzęku. Po wyjściu z komory kriogenicznej naczynia rozszerzają się i we krwi stwierdza się zwiększoną obecność białek przeciwzapalnych (IL-10). Komora do krioterapii polega na wystawieniu osobników na działanie mrożącego, suchego powietrza (poniżej -100° C) przez 2 do 4 minut.

#### Główne zastosowania
Zwolennicy twierdzą, że krioterapia miejscowa może zmniejszyć ból i stany zapalne, pomóc w zaburzeniach psychicznych, wspomóc regenerację wysiłkową i poprawić funkcjonowanie stawów. Komory do krioterapii należą do grupy urządzeń związanych z rehabilitacją sportową i wellness.
- Zmniejszenie objawów wyprysku[10];

### Krioterapia ogólnoustrojowa

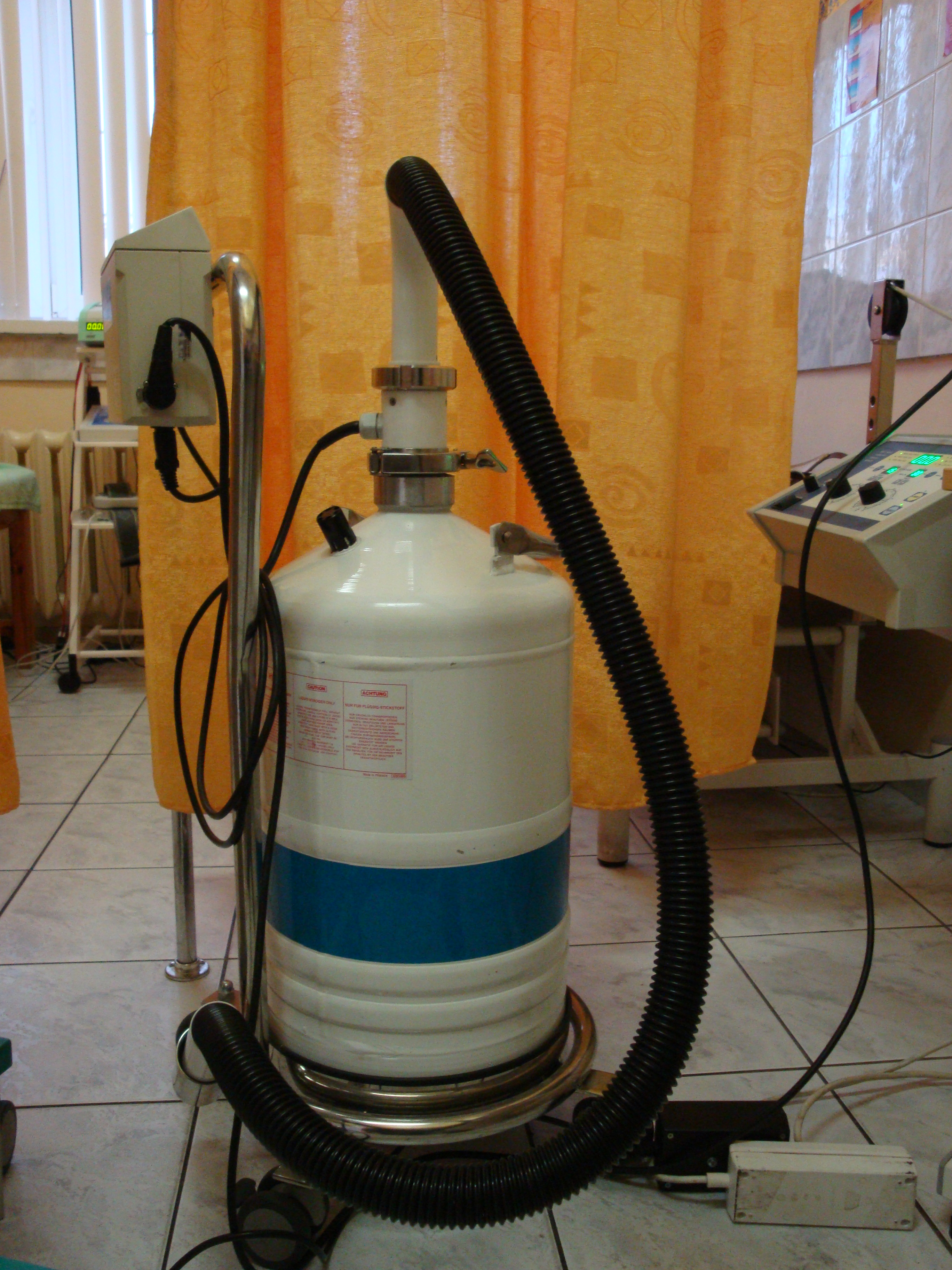
Zestaw do krioterapii miejscowej z użyciem par ciekłego azotu.

Krioterapia ogólnoustrojowa polega na poddaniu całego ciała przez krótki czas (do 3 minut) działaniu bardzo niskich temperatur (od –160 do –100 °C). Zabieg ten jest również nazywany kriostymulacją, ponieważ celem zabiegu jest dostarczenie organizmowi stresu fizjologicznego. Ma on na celu oziębienie całego ustroju, ze wszystkimi następstwami tego zjawiska (działanie przeciwbólowe, zwolnienie przewodnictwa nerwowo–mięśniowego), stwarza dogodne warunki do pracy mięśniowej i ułatwia stosowanie kinezyterapii. Zabieg krioterapii ogólnoustrojowej jest wykonywany w specjalnie skonstruowanej kabinie (kriokomorze), w której za pomocą ciekłego azotu można obniżyć temperaturę do –176ºC. Czas przebywania pacjenta wynosi początkowo 30 s, po czym jest stopniowo wydłużany do 3 min. Po zakończeniu zabiegu obserwuje się zwiększoną łatwość wykonywania ruchów, ustąpienie dolegliwości bólowych oraz poprawę samopoczucia pacjentów leczonych tą metodą
Podczas badań nad skutecznością krioterapii w leczeniu zapalnych chorób reumatycznych 20% pacjentów było zmuszonych przerwać zabiegi z powodu niepożądanych efektów ubocznych.

## Metody

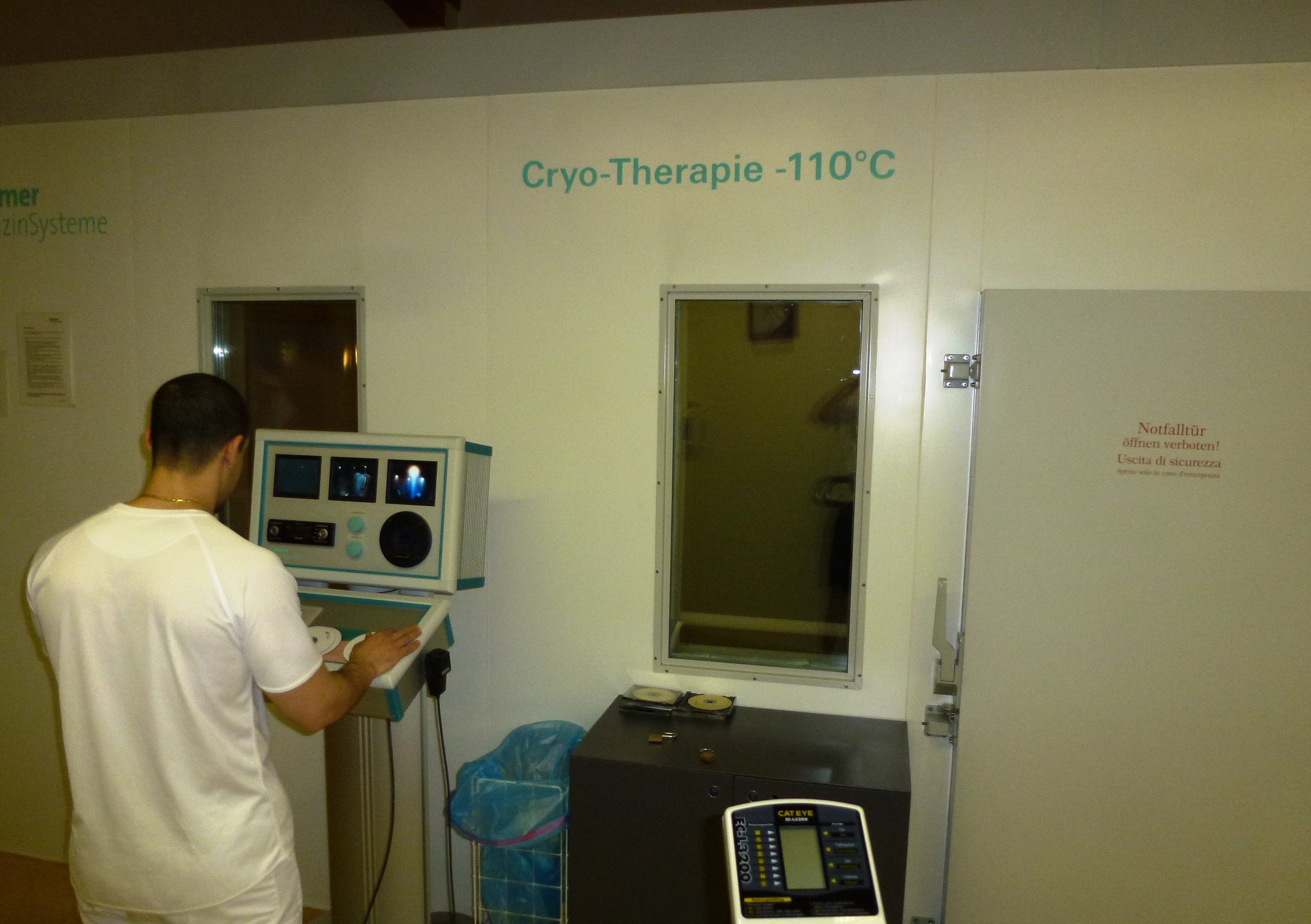
Stanowisko obsługi komory do krioterapii w temperaturze –110 °C

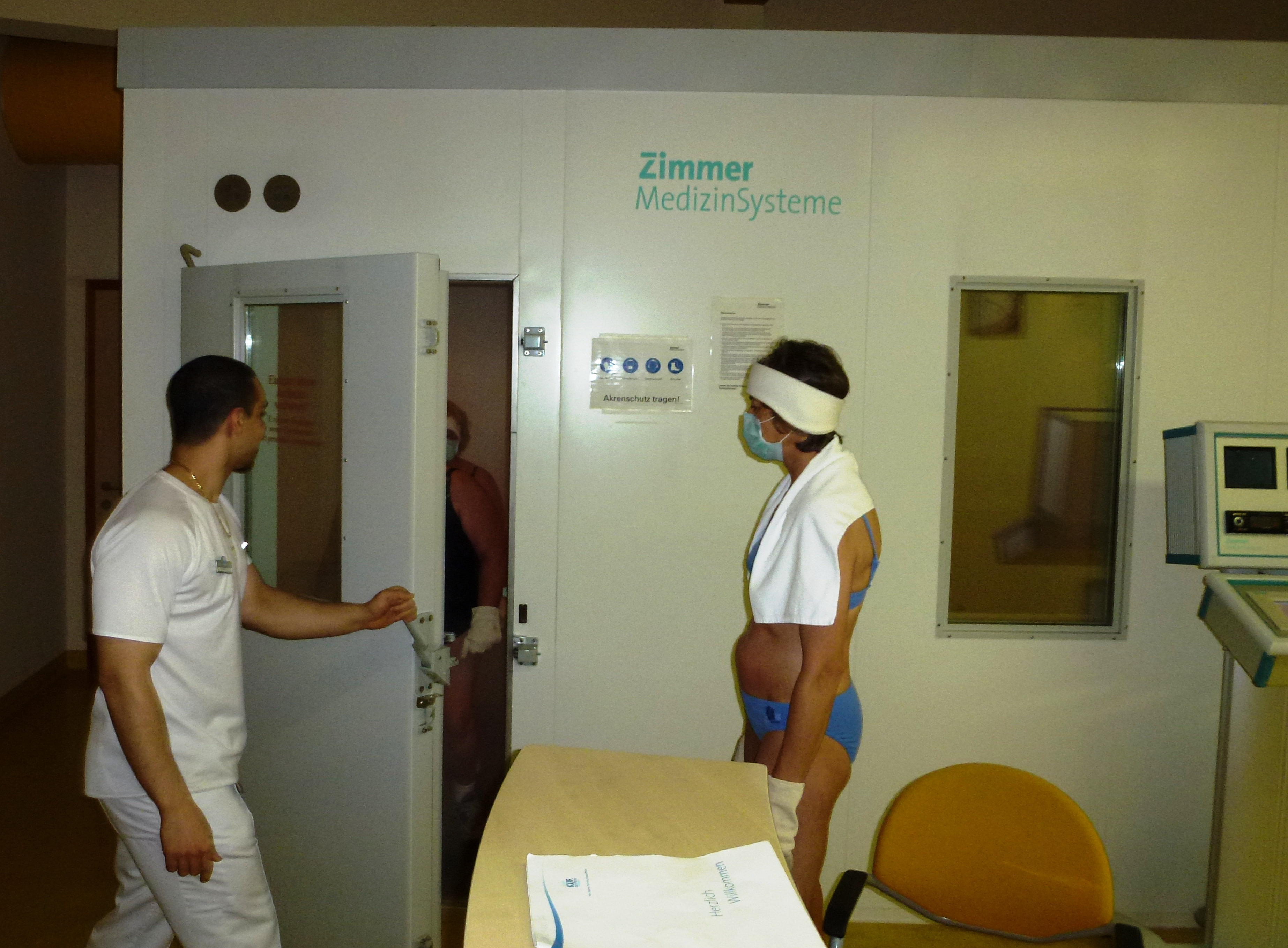
Pacjentka przygotowana do wejścia do komory

- krioablacja
- kriokoagulacja

## Wskazania
Krioterapię można stosować m.in. w takich przypadkach jak:
- zapalenia stawów (reumatoidalne, młodzieńcze przewlekłe, reaktywne, łuszczycowe, zesztywniające zapalenie stawów kręgosłupa)
- zmiany zapalne stawów o podłożu metabolicznym (np. dna moczanowa)
- przewlekłe zapalenie kręgosłupa szyjnego
- zespół bolesnego barku
- zapalenie okołostawowe ścięgien, torebki stawowej i mięśni
- zespół fibromialgii (choroby reumatyczne tkanek miękkich)
- zwichnięcie i skręcenie urazowe stawów
- uszkodzenie łąkotki
- naderwanie ścięgien i mięśni
- zwalczanie przewlekłego i patologicznego bólu (metoda zachowawcza)
- zwalczanie odruchowej i ośrodkowej spastyczności mięśni w procesie rehabilitacji neurologicznej
- ostre i zadawnione urazy sportowe i pooperacyjne

oraz dla odnowy biologicznej
- u przemęczonych fizycznie i psychicznie osób dorosłych
- u sportowców wyczynowych
- zespoły bólu mięśniowo-powięziowego

## Przeciwwskazania
- krioglobulinemia
- kriofibrynogemia
- agammaglobulinemia
- nocna napadowa hemoglobinuria
- ropno-zgorzelinowe zmiany na skórze
- neuropatie układu współczulnego
- Niedoczynność tarczycy
- znaczna niedokrwistość
- stosowanie niektórych leków (neuroleptyki, alkohol)
- wyniszczenie i wychłodzenie organizmu
- schorzenia mięśnia sercowego lub aparatu zastawkowego serca w okresie niewydolności krążenia
- przecieki żylno-tętnicze w płucach
- ciężkie postacie dusznicy bolesnej wysiłkowej i dusznicy bolesnej spontanicznej
- różnego pochodzenia ostre schorzenia dróg oddechowych
- miejscowe zaburzenia ukrwienia
- zaawansowana miażdżyca
- choroba nowotworowa
- zespół Prinzmetala
- obecność miejscowych odmrożeń
- uszkodzenia skóry
- nadciśnienie tętnicze znacznego stopnia
- klaustrofobia
- wiek powyżej 65 lat
- zaburzenia rytmu serca przy jego częstości wyższej od 100/min.
- przebyte zakrzepy żylne i zatory tętnic obwodowych
- pokrzywka na zimno
- zespół Raynauda